# Rocher Rond
Il Rocher Rond (2.453 m s.l.m.) è una montagna delle Prealpi del Devoluy. Costituisce la massima elevazione del dipartimento della Drôme.
Costituisce inoltre il punto culminante del parco naturale regionale del Vercors.